# Spectrum Brands
La Spectrum Brands Holdings, Inc. è una società diversificata statunitense presente nella lista Fortune 500 e quotata alla NYSE.

## Storia
Fondata nel 1906 come French Battery Company, è stata poi rinominata Rayovac Corporation e nel 2005 ha assunto l'attuale denominazione. L'azienda produce e commercializza elettrodomestici (con i marchi Remington, Black & Decker, George Foreman e Russell Hobbs), prodotti per la cura dei giardini (con i marchi Spectracide e Garden Safe) e repellenti per insetti (con i marchi Cutter e Repel).
Spectrum possiede diverse aziende per la cura degli animali domestici e per la fornitura di acquari. Nel settore dell'acquario, Spectrum possiede Tetra, Whisper, Marineland, Perfecto, Jungle, Instant Ocean, Visi-Therm e altre linee di prodotti. I marchi per gli animali domestici sono Dingo, Nature's Miracle, Lazy Pet, Wonderbox e altri. I marchi degli acquari sono concentrati nel gruppo United Pet con sede a Cincinnati, Ohio.
Il 26 febbraio 2018, la società ha annunciato che si sarebbe fusa con HRG Group. Nel 2018 Spectrum Brands si classifica al 422º posto nella classifica Fortune 500 sulle maggiori società statunitensi in base al fatturato totale. Spectrum produceva e vendeva batterie con i marchi Rayovac e Varta, per poi vendere la divisione batterie alla Energizer nel gennaio 2018. Nel novembre 2018, la società ha venduto la divisione relativa ai prodotti per autoveicoli (che includevano i marchi Armature, STP e A/C Pro) alla Energizer.